# Kaiten

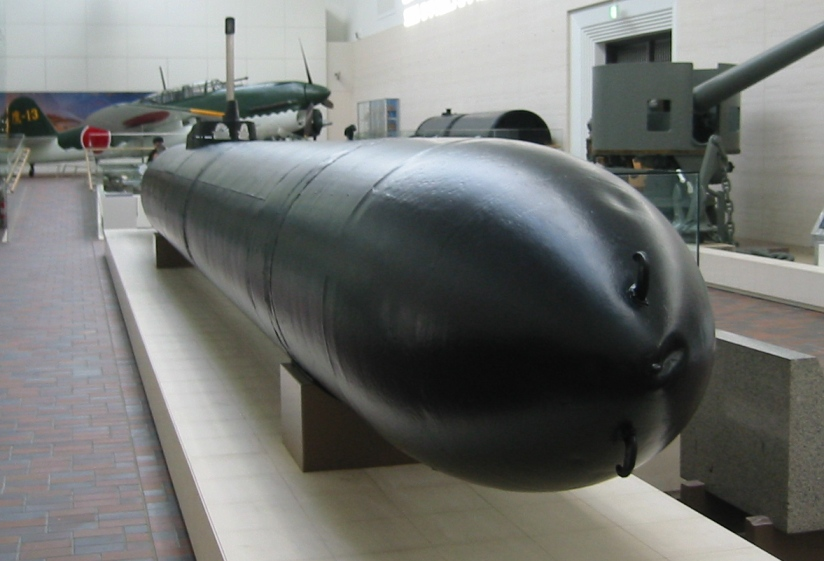
Een Kaiten Type 1 in het Yūshūkan, het oorlogsmuseum in het Yasukuni-schrijn

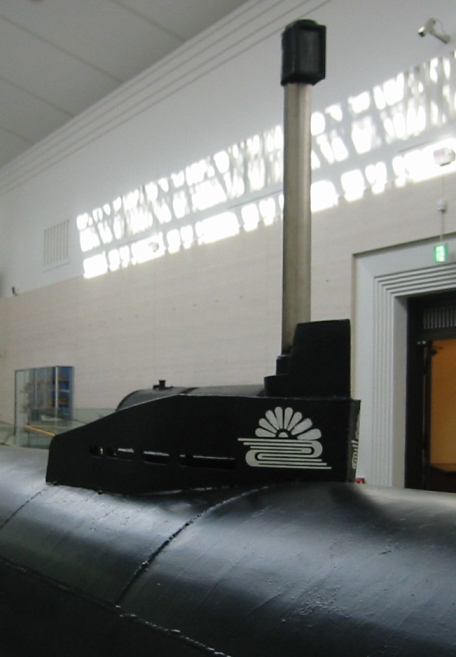
Periscoop van een Kaiten

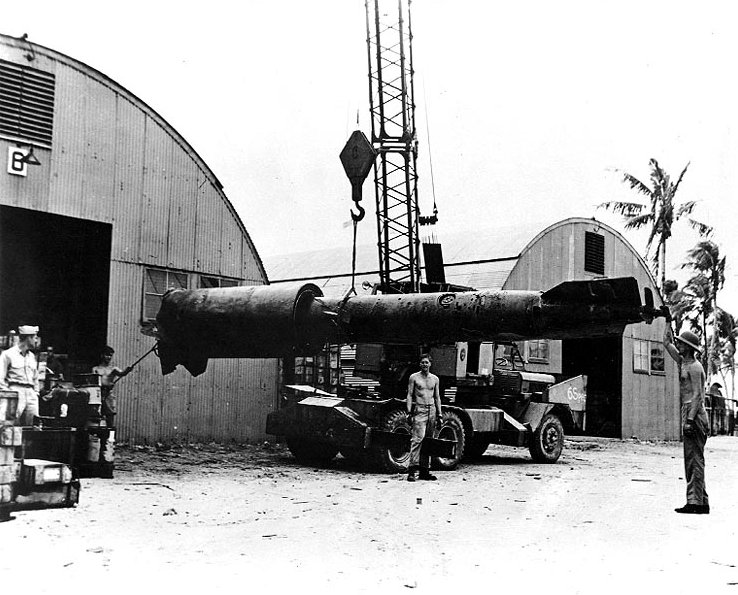
Het achterste deel van een kaiten, gelicht door de Amerikanen in 1945

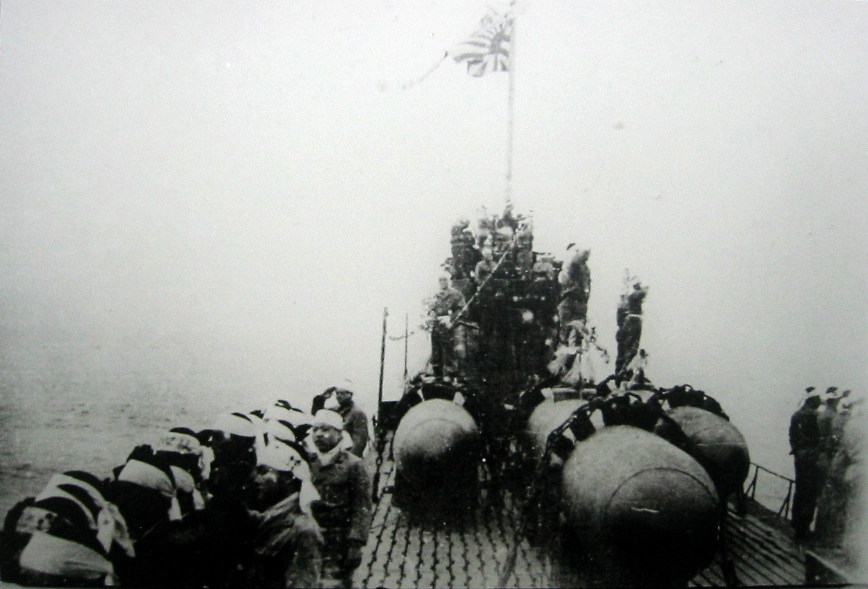
Bemande torpedo-Kaitens aan dek van een vertrekkende Japanse onderzeeër

De Kaiten (Japans: 回天), ("Terugkeer naar de hemel") was een bemande torpedo-onderzeeboot, gebouwd als kamikazewapen, dat door de Keizerlijke Japanse Marine gebruikt werd tot op het eind van de Tweede Wereldoorlog. Deze bemande torpedo werd gebruikt als zelfmoordwapen tegen geallieerde schepen.

## Typen
Er werden vier modellen ontworpen van het type 1, 2, 3 en 4 op basis van het succesvolle onbemande torpedotype 93 (24-inch zuurstof/kerosine aangedreven). Type 10 was gebaseerd op torpedotype 92 (21-inch elektrisch aangedreven). De types 2, 4 en 10 zijn enkel in kleine aantallen geproduceerd en nooit als torpedo gebruikt. Of type 3 ooit is gebouwd is onduidelijk. Alle zelfmoordtorpedo's hadden een kaliber van 610 mm. Ze waren voorzien van een kleine periscoop.
Alleen type 1, met een éénpersoonsbemanning en een 1550 kg zware torpedo, werd in militaire operaties gebruikt. Er werden bijna 400 stuks gebouwd en er werden meer dan 100 zelfmoordoperaties ondernomen. Het duidelijke voordeel van het zelfmoordwapen was de aanwezigheid van een bemanning die de onderzeese aanval kon sturen. Sommige historici betwijfelen echter of de Kaiten wel zo doeltreffend is geweest. De enige registraties van de Amerikaanse marine van door middel van een kaiten-aanval tot zinken gebrachte schepen zijn die van de olietanker USS Mississinewa (AO-59) op 20 november 1944 en de escorte-torpedojager USS Underhill (DE-682) op 24 juli 1945.
Type 2 werd bestemd voor een tweepersoonsbemanning en wordt daarom dikwijls verward met de mini-onderzeeër van het type A, die gebruikt werden voor de aanvallen tegen Pearl Harbor en de haven van Sydney. De mini-onderzeeboot was bewapend met twee torpedo's in aparte lanceerbuizen en was in staat om naar het moederschip terug te keren nadat de torpedo’s waren gelanceerd. De Kaitens konden dat niet en waren ook minder sterk gebouwd.

## Geschiedenis
Het zelfmoordwapen werd door de Keizerlijke Japanse Marine gebruikt in de eindfase van de Tweede Wereldoorlog. De kaitenbestuurders zaten net als de kamikazepiloten opgesloten in hun cabine.
Alleen de eerste modellen hadden een voorziening om de bestuurder na de laatste versnelling de gelegenheid te geven de Kaiten te verlaten, maar of dit met succes gedaan kon worden is twijfelachtig.
De meeste Kaiten-onderzeeboten kwamen in actie tegen de Amerikaanse zeestrijdkrachten nabij het atol Ulithi in 1945. De Kaitens konden te water worden gelaten vanaf een oppervlakteschip met behulp van een scheepskraan of vanaf het dek van een ondergedoken onderzeeër. De diepte waarop de Kaiten kon opereren was erg beperkt waardoor de onderzeebootmoederschepen die drie tot zes torpedo-bootjes aan boord konden hebben erg kwetsbaar waren. Acht Japanse onderzeeboten gingen op die manier verloren.

## Schematische typevoorstelling
- Massa totaal: 8,3 ton
- Lengte: 14,75 meter
- Diameter: 1 meter
- Bemanning: één bemanningslid

- Torpedokopmassa: 1.550 kg

Kaiten type 1.

Kaiten type 2.

Kaiten type 4.

Kaiten type 10.

- Ontploffingsmechanisme: met doelcontact en ontploffingsuitvoering

- Motor Type 93: zuurstoftorpedomotor 550 pk
- Voortgedreven met: zuurstof, dieselolie
- Operationele bereik: 78 km (42 zeemijl)
- Snelheid: 30 knopen (56 km/h) - Type 4: 40 knopen (74 km/h)